# Боб Лафман
Боб Лафман (англ. Bob Loughman Weibur; нар. 8 березня 1961) — політик Вануату, прем'єр-міністр Республіки Вануату з 20 квітня 2020 року. Лідер Партії Вануаку з 2018 року.

## Кар'єра
Член партії Вануаку, його вперше обрали до парламенту від острову Танна на загальних виборах 6 липня 2004 року. Його було переобрано в 2008 та 2012 роках. У березні 2013 року, після зміни уряду, новий прем'єр-міністр Моана Каркассес Калосіль призначив його міністром освіти.
Як і інші члени партії Вануаку, він став  голосувати всупереч партійній лінії 15 травня 2014 року, щоб повалити уряд Каркассесу. Новий прем'єр-міністр Джо Натуман підтримував Лофмана на посаді міністра освіти Він втратив свою посаду 11 червня 2015 року, коли уряд Натуману відсторонили внаслідок вотуму недовіри.
2018 року він став очільником партії Вануаку.
20 квітня 2020 року Лафман обійняв посаду прем'єр-міністра Вануату.